# أندريكس
أندريكس (Andrex) هي علامة تجارية بريطانيةل (صناعة ورق المراحيض)وهي مملوكة لشركة كيمبرلي كلارك. الأمريكية. في إعلانات الشركة جرو Labrador retriever puppy.مرادف مع العلامة التجارية الشقيقة في الولايات المتحدة.أستراليا هي Kleenex cottonelleوفي أستراليا تسمى "Hakle"وألمانيا تسمى ببساطة قطونيل...النمسا أندريكس معروفة كصفحة... في بلجيكا وإيطالياوأسبانياوالبرتغال، هذه الإعلانات سميت بscottex'.في جنوب أفريقيا سميت هذه العلامة التجارية ب"Baby soft".'. في أستراليا عرف الجرو ب "Kleenex puppy"وشريك كلينكس ومشجع ل Guide Dog's Australia.Conten

## التاريخ
تم تطوير (أندريكس)في الأصل عام 1942من قبل شركة تصنيع الورق شارع أندرو ميليز المحدود، كمنديل يستخدم لمرة واحدة.متجر هاوردز باع المناديل في لندن فقط.قبل ماركة أندريكس مثل برونكو و lzalينتج منتج أكثر قسوة التي تصنع بشكل رئيسي من المواد الكيميائية «المشعة»... جاء أسم أندريكس من شارع أندرو ميليز، على طريق أندرو ميليز في walthamstow, حيث أول نسيج مرحاض يتكون من طبقتين ورق فاخر، مستوحاة من أنسجة الوجه التي إستخدمتها نساء أمريكا.كما شهدنا الرجل الذي صنع اسم أندريكس،(رونالدو كيث كينت).وكانت هذه أول مناديل ورقية مزدوجة من الورق.تم الاستحواذ على على شارع أندرو ميليز بواسطة Bowaterفي عام 1955, و1956شكلت Bowaterمشروع مشترك مع (Scott paper company),Bowater scott. المتخصصة في منتجات الأنسجة بما في ذلك أندريكس... واحدة من أحدث أجهزة التلفاز الحديثة في بريطانياالتي لم تحدث تقريباً، الفكرة الأصلية في عام1972لفتاة تركض عبر المنازل مجرجرة لفافة لأندريكس.لكن مدير التلفاز لم يوافق على هذه الفكرة لأنها تشجع الأطفال على التبذير... Bowater_scott toقرر مدير التسويق ريموند دنكن استبدالها بالجرو (labrador Puppy)منذ ذلك الحين كان هناك 130 ظرفا مختلفاً يضم الجرو.باعت بواتر شركتها (Bowater scott)لscott paper.وفي عام 1995كيمبرلي كلارك أشترى ورق سكوت.تقول أندريكس أنها قامت بتسويق ورق المراحيض الأول عام 1992... في عام 2004 استبدلت أندريكس شعارها الإعلاني «ناعمة وقوية وطويلة جدا».وغيرتها إلى «من لطيفاً مع نفسك» في علم 2008... ل2015 تم استخدام شعارات «أندريكس نظيفة» وكيف تشعر؟.”.

## الاستخدامات
كل منتجات أندريكس مصنعة في مصانع North fleet فيflintوبارو (توضيح)في إنتاج مكملات الأثاث في خط الإنتاج الرئيسي،
ينتج أطول لفة مع الجرو على اللفة بترطيب الصبار ومتغيرات الحلف.